# Vlag van Sint-Lambrechts-Woluwe
De vlag van Sint-Lambrechts-Woluwe is de gemeentelijke vlag van de Brusselse gemeente Sint-Lambrechts-Woluwe. De beschrijving luidt:
Twee even lange banen van zwart en van wit.
De vlag is gebaseerd op de kleuren van het familiewapen van de familie Hinnisdael, gewezen heren van Woluwe.